# World Series of Poker 1974
Le World Series of Poker 1974 furono la quinta edizione della manifestazione. Si tennero dal 6 al 16 maggio presso il casinò Binion's Horseshoe di Las Vegas.
Il vincitore del Main Event fu Johnny Moss, al suo terzo ed ultimo successo alle WSOP.

## Eventi preliminari
| Evento                     | Vincitore                      | Premio  | Ultimo giocatore eliminato |
| -------------------------- | ------------------------------ | ------- | -------------------------- |
| $5.000 Five Card Stud      | Bill Boyd                      | $40.000 | Sconosciuto                |
| $1.000 Seven Card Razz     | Jimmy Casella                  | $25.000 | Charlie Hall               |
| $10.000 Seven-Card Stud    | Jimmy Casella                  | $41.225 | Johnny Moss                |
| $1.000 No Limit Hold'em    | Thomas "Amarillo Slim" Preston | $11.100 | Pete Kay                   |
| $5.000 Deuce to Seven Draw | Brian "Sailor" Roberts         | $35.850 | Larry Perkins              |

## Main Event
I partecipanti al Main Event furono 16. Ciascuno di essi pagò un buy-in di 10.000 dollari.

### Tavolo finale
| Piazzamento | Nome               | Premio   |
| ----------- | ------------------ | -------- |
| 1°          | Johnny Moss        | $160.000 |
| 2°          | Crandell Addington | $0       |
| 3°          | Sailor Roberts     | $0       |
| 4°          | Jesse Alto         | $0       |
| 5°          | Sid Wyman          | $0       |
| 6°          | Bob Hooks          | $0       |